# 普盧瓦特環礁
普盧瓦特環礁（英語：Poluwat Atoll）是西太平洋島國密克羅尼西亞聯邦的環礁，屬於加羅林群島的一部分，行政方面由丘克州負責管轄，由5個島嶼組成，土地面積3.40平方公里，潟湖面積1.55平方公里，2000年人口1,015。

## 外部連結
- NASA Satellite Image